# Tomás Belmonte
Pour les articles homonymes, voir Belmonte.
Tomás Belmonte, né le 27 mai 1998 à Lanús en Argentine, est un footballeur argentin qui évolue au poste de milieu défensif au Boca Juniors.

## Biographie

### CA Lanús
Natif de Lanús en Argentine, Tomás Belmonte est formé par le club de sa ville natale, le CA Lanús. C'est lors de la saison 2017-2018 qu'il intègre le groupe professionnel, promu par l'entraîneur Ezequiel Alejo Carboni, ancien joueur emblématique du club. Belmonte joue son premier match en professionnel le 27 janvier 2018, à l'occasion d'une rencontre de championnat contre le CA Patronato. Ce jour-là, il entre en jeu à la place d'Alejandro Silva et son équipe réalise le match nul (1-1). En tout, il joue quinze matchs de championnat lors de sa première saison au haut niveau, gagnant même une place de titulaire sur la fin de saison.
Tomás Belmonte commence la saison 2018-2019 dans la peau d'un titulaire. Il inscrit d'ailleurs son premier but en professionnel lors de la première journée, le 12 août 2018, alors que son équipe affronte le Defensa y Justicia. Les deux équipes font match nul lors de cette partie (2-2).
Belmonte s'impose comme un joueur clé du CA Lanús et contribue grandement au bon parcours de son équipe en Copa Sudamericana en 2020 en marquant notamment cinq buts dans le tournoi. Son équipe est battue en finale le 23 janvier 2021 contre Defensa y Justicia (0-3 score final).
En juillet 2022, Belmonte est courtisé par Boca Juniors mais le joueur reste finalement à Lanús.

### Deportivo Toluca
En juillet 2023, Tomás Belmonte rejoint le Mexique afin de s'engager en faveur du Deportivo Toluca.

### En équipe nationale
Tomás Belmonte est sélectionné avec l'équipe d'Argentine des moins de 20 ans pour participer au championnat de la CONMEBOL des moins de 20 ans en 2017, qui se déroule en Équateur. Il joue quatre matchs durant ce tournoi, se faisant remarquer le 31 janvier, en étant expulsé lors de la défaite des siens face à l'équipe d'Uruguay des moins de 20 ans (3-0).

## Palmarès

### En club
CA Lanús
- Finaliste de la Copa Sudamericana
  - 2020.